# NAACP Image Awards 2008
Die NAACP Image Awards wurden am 14. Februar 2008 zum 39. Mal von der National Association for the Advancement of Colored People (NAACP) im Shrine Auditorium in Los Angeles vergeben.

## Gewinner und Nominierte im Bereich Film

### Bester Film
The Great Debaters
- I Am Legend
- Pride
- Stomp the Yard
- Talk to Me

### Beste Regie
Kasi Lemmons – Talk to Me
- Sunu Gonera – Pride
- Sylvain White – Stomp the Yard
- Denzel Washington – The Great Debaters
- Preston A. Whitmore II – This Christmas

### Bester Hauptdarsteller
Denzel Washington – The Great Debaters
- Will Smith – I Am Legend
- Terrence Howard – Pride
- Columbus Short – Stomp the Yard
- Don Cheadle – Talk to Me

### Beste Hauptdarstellerin
Jurnee Smollett – The Great Debaters
- Taraji P. Henson – Talk to Me
- Halle Berry – Eine neue Chance
- Jill Scott – Why Did I Get Married?
- Angelina Jolie – Ein mutiger Weg

### Bester Nebendarsteller
Denzel Whitaker – The Great Debaters
- Chiwetel Ejiofor – Talk to Me
- Nate Parker – The Great Debaters
- Forest Whitaker – The Great Debaters
- Tyler Perry – Why Did I Get Married?

### Beste Nebendarstellerin
Janet Jackson – Why Did I Get Married?
- Queen Latifah – Hairspray
- Meagan Good – Stomp the Yard
- Loretta Devine – This Christmas
- Ruby Dee – American Gangster

## Gewinner und Nominierte im Bereich Fernsehen

### Beste Serie – Drama
Grey’s Anatomy
- Lincoln Heights
- The Unit – Eine Frage der Ehre
- Dr. House
- K-Ville

### Bester Serien-Hauptdarsteller – Drama
Hill Harper – CSI: NY 
- Jesse L. Martin – Law & Order
- Anthony Anderson – K-Ville
- Dennis Haysbert – The Unit – Eine Frage der Ehre
- Jimmy Smits – Cane

### Beste Serien-Hauptdarstellerin – Drama
Regina Taylor – The Unit – Eine Frage der Ehre
- CCH Pounder – The Shield – Gesetz der Gewalt
- Wendy Davis – Army Wives
- Jennifer Beals – The L Word – Wenn Frauen Frauen lieben
- Nicki Micheaux – Lincoln Heights

### Bester Serien-Nebendarsteller – Drama
Omar Epps – Dr. House
- Mekhi Phifer – Emergency Room – Die Notaufnahme
- Blair Underwood – Dirty Sexy Money
- James Pickens junior – Grey’s Anatomy
- Taye Diggs – Private Practice

### Beste Serien-Nebendarstellerin – Drama
Chandra Wilson – Grey’s Anatomy
- S. Epatha Merkerson – Law & Order
- Pam Grier – The L Word – Wenn Frauen Frauen lieben
- Audra McDonald – Private Practice
- Marianne Jean-Baptiste – Without a Trace – Spurlos verschwunden

### Beste Serie – Comedy
House of Payne
- 30 Rock
- Alle hassen Chris
- Alles Betty!
- Girlfriends

### Bester Serien-Hauptdarsteller – Comedy
LaVan Davis – House of Payne
- Donald Faison – Scrubs – Die Anfänger
- Tyler James Williams – Alle hassen Chris
- Dulé Hill – Psych
- Reggie Hayes – Girlfriends

### Beste Serien-Hauptdarstellerin – Comedy
America Ferrera – Alles Betty!
- Golden Brooks – Girlfriends
- Tichina Arnold – Alle hassen Chris
- Tia Mowry – The Game
- Tracee Ellis Ross – Girlfriends

### Bester Serien-Nebendarsteller – Comedy
Lance Gross – House of Payne
- Tracy Morgan – 30 Rock
- Terry Crews – Alle hassen Chris
- Romany Malco – Weeds – Kleine Deals unter Nachbarn
- Blair Underwood – The New Adventures of Old Christine

### Beste Serien-Nebendarstellerin – Comedy
Vanessa Lynn Williams – Alles Betty!
- Vivica A. Fox – Lass es, Larry!
- Wendy Raquel Robinson – The Game
- Keesha Sharp – Girlfriends
- Tonye Patano – Weeds – Kleine Deals unter Nachbarn

### Bester Fernsehfilm oder Miniserie
Life Support
- Five Days
- The Bronx Is Burning
- Bury My Heart at Wounded Knee
- The List

### Bester Darsteller – Fernsehfilm/Miniserie
Wendell Pierce – Life Support
- Daniel Sunjata – The Bronx Is Burning
- Adam Beach – Bury My Heart at Wounded Knee
- Evan Ross – Life Support
- Wayne Brady – The List

### Beste Darstellerin – Fernsehfilm/Miniserie
Queen Latifah – Life Support
- Anika Noni Rose – The Starter Wife
- S. Epatha Merkerson – Girl, Positive
- Holly Robinson Peete – Matters of Life and Dating
- Sydney Tamiia Poitier – The List

### Bester Darsteller – Seifenoper
Kristoff St. John – Schatten der Leidenschaft
- Kamar de los Reyes – Liebe, Lüge, Leidenschaft
- Tobias Truvillion – Liebe, Lüge, Leidenschaft
- Mykel Shannon Jenkins – Reich und Schön
- Bryton James – Schatten der Leidenschaft

### Beste Darstellerin – Seifenoper
Christel Khalil – Schatten der Leidenschaft
- Nazanin Boniadi – General Hospital
- Tika Sumpter – Liebe, Lüge, Leidenschaft
- Brook Kerr – Passions
- Tracy Ross – Passions

### Bestes Kinderprogramm
Raven blickt durch 
- Einfach Cory
- Go, Diego, Go!
- Dora
- High School Musical 2